# Arushina
Arushina is een geslacht van spinnen uit de familie van de loopspinnen (Corinnidae).

## Soorten
- Arushina dentichelis Caporiacco, 1947